# Daniel Vejražka
Daniel Vejražka (* 11. Mai 2000) ist ein tschechischer Leichtathlet, der sich auf den Sprint spezialisiert hat.

## Sportliche Laufbahn
Erste internationale Erfahrungen sammelte Daniel Vejražka im Jahr 2017, als er bei den U18-Weltmeisterschaften in Nairobi in 21,40 s den fünften Platz im 200-Meter-Lauf belegte. Im Jahr darauf gelangte er bei den U20-Weltmeisterschaften in Tampere über dieselbe Distanz bis in das Halbfinale und schied dort mit 21,45 s aus und belegte mit der tschechischen 4-mal-100-Meter-Staffel in 39,75 s den fünften Platz. 2019 erreichte er bei den U20-Europameisterschaften in Borås in 21,49 s Rang sieben und wurde mit der Staffel im Vorlauf disqualifiziert.
2019 wurde Vejražka tschechischer Hallenmeister im 200-Meter-Lauf.

## Persönliche Bestleistungen
- 100 Meter: 10,66 s (−0,7 m/s), 23. Juni 2018 in Prag
  - 60 Meter (Halle): 6,94 s, 23. Februar 2019 in Prag
- 200 Meter: 21,14 s (+1,2 m/s), 24. Juni 2018 in Prag
  - 200 Meter (Halle): 21,31 s, 25. Februar 2018 in Ostrava